# رانكو فيسيلينوفيتش
رانكو فيسيلينوفيتش (بالصربية: Ранко Веселиновић)‏ هو لاعب كرة قدم صربي في مركز الدفاع، ولد في 24 مارس 1999 في نوفي ساد في صربيا. لعب مع نادي فويفودينا.

## وصلات خارجية
- رانكو فيسيلينوفيتش على موقع الاتحاد الأوربي (الإنجليزية)
- رانكو فيسيلينوفيتش على موقع الدوري الأمريكي (الإنجليزية)
- رانكو فيسيلينوفيتش على موقع قاعدة بيانات كرة القدم.إي يو (الإنجليزية)
- رانكو فيسيلينوفيتش على موقع ناشيونال فوتبول تيمز (الإنجليزية)
- رانكو فيسيلينوفيتش على موقع Soccerbase.com (لاعب) (الإنجليزية)
- رانكو فيسيلينوفيتش على موقع Soccerway.com (الإنجليزية)
- رانكو فيسيلينوفيتش على موقع عالم كرة القدم.نت (الإنجليزية)